# Curcuma latiflora
Curcuma latiflora är en enhjärtbladig växtart som beskrevs av Theodoric Valeton. Curcuma latiflora ingår i släktet Curcuma och familjen Zingiberaceae. Inga underarter finns listade i Catalogue of Life.